# 크로아티아 방위평의회
크로아티아 방위평의회(크로아티아어: Hrvatsko vijeće obrane 흐르바트스코 비예체 오브라네, 약칭 HVO)는 보스니아 헤르체고비나 내 준국가였던 헤르체그보스니아 크로아티아 공화국의 정식 부대로, 크로아트계 보스니아인을 대표하는 조직이었다.
보스니아 전쟁 초기에 크로아티아 방위평의회는 보스니아 헤르체고비나 공화국군(ARBiH)과 함께 보스니아 세르비아군에 대항하여 싸웠으나, 분쟁 후반에는 보스니아 헤르체고비나 공화국군과 모스타르 지역에서 충돌하였다. 유럽 공동체 감시 임무(ECMM)는 1993년 초 크로아티아 방위평의회의 병력을 45,000~55,000명으로 추정하였다. 1993년 7월 CIA는 크로아티아 방위평의회의 병력을 40,000~50,000명으로 추정하였다. 이전에 보스니아에서 활동하던 크로아티아 권리당을 모체로 하는 군사 조직 크로아티아 방위군을 비롯한 다른 크로아티아인 무장 조직들은 서서히 해체되어 크로아티아 방위평의회에 합류했다.
1995년 12월 크로아티아 방위평의회는 명목상 보스니아 헤르체고비나군과 합병하였지만, 2005년 스릅스카 공화국군이 보스니아군에 합류할 때까지 편제를 유지하였다.

## 같이 보기
- 크로아티아 육군

## 참고 문헌
- Central Intelligence Agency (1993). 《Combatant Forces in the Former Yugoslavia》 (PDF). Washington, D.C.: Central Intelligence Agency. 2013년 10월 14일에 원본 문서 (PDF)에서 보존된 문서. 2016년 2월 27일에 확인함.
- Shrader, Charles R. (2003). 《The Muslim-Croat Civil War in Central Bosnia: A Military History, 1992–1994》. College Station, Texas: Texas A&M University Press. ISBN 978-1-58544-261-4. 2016년 6월 10일에 원본 문서에서 보존된 문서. 2016년 9월 27일에 확인함.